# Marc Fauci
Marc Fauci (en llatí Marcus Faucius) era un cavaller romà nadiu d'Arpinium. Mercès a una carta de Ciceró se sap que la ciutat d'Arpinium tenia unes terres a la Gàl·lia Cisalpina les rendes de les quals s'utilitzaven per reparacions de temples i celebració de festivals. Fauci era un dels tres comissionats encarregats l'any 46 aC de recuperar les taxes que cobrava la ciutat. Ciceró recomana Fauci i els altres comissionats a Marc Juni Brut, llavors pretor a la Gàl·lia Cisalpina. Arpinium estava governada per un edil com a magistrat principal, segons es desprèn de la carta.